# Lulú Palomares
Lulu Palomares (17 de febrero de 1973, Barcelona, Cataluña) es una actriz española. Su trabajo más conocido es su papel de Carol en la serie Doctor Mateo.
Trabajó en el programa Polonia de TV3, en el biopic Mi gitana en el papel de María del Monte. También trabajó en la serie Cuéntame cómo pasó de TVE, La que se avecina. 
En la actualidad está interpretando el papel coprotagonista en la obra Una nit mooolt complicada de Pepe Vaquero, y dirigida por Marti Peraferrer.

## Filmografía

### Series de televisión
- Psicoexpress (2001)
- Hospital Central (2003)
- Doctor Mateo (2009-2011), como Carol
- Los misterios de Laura (2014), como Úrsula
- La que se avecina (2014), como Mónica
- Cuéntame cómo pasó (2016), como Mari Luz

### Programas de televisión
- Las cerezas (2004), como varios personajes
- Mire ustè (2005), como varios personajes
- Paranoia semanal (2007), como varios personajes
- Polònia (2006-08), como varios personajes
- Me resbala (2013), como invitada

### Cine
- Radio Love (2008), como Bertha
- Sitges-Nagasaki (2007), como Marina
- El legado (2004), como ¿?

### TV movies
- Mi gitana (2012)
- Temps afegit (2002)
- Poe (2002)